# Ежов, Павел Никандрович
Павел Никандрович Ежов (1894—1935) — штабс-капитан Русской императорской армии, начальник Петроградских пехотных курсов в 1920—1921 годах.

## Биография
Участник Первой мировой войны, штабс-капитан. Участник Гражданской войны на стороне красных, в 1919—1920 годах под Петроградом и на Южном фронте командовал бригадой курсантов в боях против Врангеля. Кавалер Ордена Красного Знамени РСФСР (приказ РВСР № 607 от 1920 года). Отмечен наградой за подвиг 29 июля 1920 года, когда возглавил оборону штаба курсантской бригады во время боя с конницей белых и прикрывал отход штаба в тыл. С 16 июня 1920 по 21 января 1921 года — начальник Петроградских пехотных курсов (позже стали известны как Ленинградское высшее общевойсковое командное училище).